# Chlaenius nitidulus
Chlaenius nitidulus es una especie de escarabajo de la familia Carabidae.

## Distribución geográfica
Se distribuye por Europa.